# Carex mingrelica
Carex mingrelica är en halvgräsart som beskrevs av Georg Kükenthal. Carex mingrelica ingår i släktet starrar, och familjen halvgräs. Inga underarter finns listade i Catalogue of Life.